# Egyptisk mau
Egyptisk mau är en liten till medelstor korthårig katt. Det är den enda naturligt prickiga (eng. spotted) kattrasen. Rasen har sitt ursprung i egyptiska katter från området kring Kairo som flyttades till Italien, och sedan till USA där sedermera en organiserad avel inleddes. Rasen är en ursprungsras och har således inte tillkommit som ett resultat av korsning mellan redan existerande raser. Egyptisk Mau har varit godkänd sedan 1977 av CFA i USA och av FIFe och SVERAK sedan 1992, men den är ännu mycket ovanlig. Det är en smidig och elegant men muskulös katt som är stabil och vänlig till sinnet och uppskattar lekar med kattkompisar och/eller leksaker. De flesta är också mycket fascinerade och intresserade av vatten. Pälsen är spotted, och finns i tre färgvarianter: bronsspotted, svartsilverspotted och svartsmoke. Maun sägs vara den snabbaste tamkatten, man har uppmätt hastigheter på över 48 km/h.